# Frank Papenbroock
Frank Papenbroock (* 1963 in Hamburg) ist ein deutscher Autor/Lexikograf., Filmemacher/Regisseur/Film- und Musikproduzent. 

## Werdegang
Papenbroocks Karriere begann mit einer fotografischen Ausbildung beim amerikanischen Fotografen/Regisseur/Künstler Michael Somoroff und dem Hamburger Fotografen Christian von Alvensleben. Es folgte eine kurze Periode als freier Fotograf und anschließend ein mehrjähriger Aufenthalt in New York mit Film-Studium an der NYU. Während dieser Jahre arbeitete er an unterschiedlichen Filmprojekten als Kameraassistent, Kameramann, Drehbuchautor und Filmstudiomanager zusammen mit namhaften Filmschaffenden wie z. B. Kameramann Ernest Day oder Schauspieler Joaquín Phoenix. Anfang der Neunzigerjahre zog Papenbroock zurück nach Deutschland, wo er nach zahllosen Kameraassistenzen bei namhaften Kameraleuten wie Howard Atherton und Oscar-Preisträger Robert Fraisse sich bald als freier Kameramann und Regisseur für Musikvideos, Werbefilme (über 200 Stk.), TV-Magazinbeiträge, Reportagen und Dokumentationen einen Namen machte. Heute ist er bekannt für seine wissenschaftlichen Dokumentationen für Arte, Das Erste, WDR, 3sat und ZDF sowie für seine Werbefilme.
Für Aufsehen sorgte Papenbroocks Dokumentarfilm Von Göttern und Designern – Ein Glaubenskrieg erreicht Europa (auf ARTE) (gemeinsam mit Peter Moers) aus dem Jahr 2006. Darin werden die Versuche christlicher Fundamentalisten beschrieben, Glaubenslehre/Kreationismus im Biologieunterricht zu verankern und Evolutionstheorie als falsch oder unglaubwürdig darzustellen. Der Film sorgte deutschlandweit für Diskussionen um derartige Bestrebungen und setzt sich für eine konsequente Trennung von Religion und Naturwissenschaft ein. Im Rahmen dieser Diskussion geriet auch die hessische Kultusministerin Karin Wolff zunehmend unter Druck, als sie sich für die Behandlung christlicher Glaubenslehre im Biologieunterricht einsetzte.
Im Mai 2009 konnte er in der Reportage „Mit der Bibel zum Abitur“ (ebenfalls mit Peter Moers) eine weitere Ausbreitung kreationistischer Tendenzen an christlichen Privatschulen in NRW nachweisen.
In der Zeit von 1996 bis 2022 war er Miteigentümer und Geschäftsführer der BLMFILM GMBH in Hamburg.
Seit 2022 arbeitet er schwerpunktmäßig als Autor.

## Dokumentationen & Reportagen (Auszug)
- „Von Beruf Mutter – Kann man fremde Kinder lieben?“ (WDR) (2016)
- „Orchester für einen Sommer“ (Arte/NDR) (2015)
- "Warum lacht Herr W.?" (als Produzent) (2015)
- „Erste Hilfe für die Seele“ (WDR) (2013)
- „Mobiglobe 3.0“ (Autostadt) (2012)
- „Blind. Na und?“ (WDR) (2012)
- „Mobiglobe“ (Autostadt) (2010)
- „Der Fall Troia - Homers letztes Geheimnis“ (ZDF) (2010)
- „Mit der Bibel zum Abitur“ (WDR) (2009)
- „Gefährliche Mahlzeiten“ (3sat) (2009)
- „Das Phantom von Uruk - Fahndung nach König Gilgamesch“ (ZDF) (2008)
- „Von Göttern und Designern“ (ARTE) (2006)
- „Pflegekind Andreas - Dem Hungertod entkommen“ (WDR) (2005)
- „Wie man Fischen Fahrräder verkauft“ (NDR) (1996)

## Bücher
- „Filmgenres und Filmgattungen – Ein Überblick“, (2023, Wiesbaden: Springer VS, ISBN 978-3-658-41942-4, ISBN 978-3-658-41943-1 (E-Book, https://doi.org/10.1007/978-3-658-41943-1)
- „Lexikon des Werbefilms: 2. erweiterte Auflage“ (2020, Hamburg: BLMFILM, ISBN 978-3-96698-233-7)
- „Lexikon des Werbefilms“ (2019, Hamburg: BLMFILM, ISBN 978-3-00-062387-5)

## Musikproduktionen (als Producer)
- „Marcus Loeber: Alley - Felted“ (2023)
- „Marcus Loeber: Alley“ (2023)
- „Marcus Loeber: Change“ (2022)